# The Long Dark
The Long Dark è un videogioco survival, sviluppato da Hinterland Studio per Microsoft Windows, Linux, MacOS, Xbox One e PlayStation 4. Il gioco è ambientato in una vasta zona del Canada perennemente ricoperta da neve e ghiaccio, nella quale ci si ritroverà a seguito della perdita di controllo dell'aereo che stavamo pilotando a causa di una tempesta geomagnetica.
Il progetto è stato finanziato da Canada Media Found e attraverso una campagna Kickstarter ad ottobre 2016 di 200 000 $CA, donati da 6 966 sostenitori. Pubblicato in versione alfa su Steam il 22 settembre 2014, è disponibile per Xbox One dal 15 giugno 2015. Le prime recensioni della versione alfa sono state positive ed il gioco ha venduto circa 750 000 copie ad aprile 2016. Dal 1º agosto 2017 è stata pubblicata la versione completa, resa disponibile anche per PlayStation 4. Nel 2017 ne è stato annunciato un adattamento cinematografico. Il 17 settembre 2020 è stato annunciato il porting su Nintendo Switch.

## Modalità di gioco
The Long Dark è un gioco di sopravvivenza ambientato nel freddo e selvaggio inverno canadese. La visuale del giocatore è in prima persona e l'esperienza è descritta come una simulazione di sopravvivenza che tiene in considerazione la temperatura corporea, il fabbisogno calorico, la fame e la sete, la fatica, il vento gelido, gli animali selvatici e altri fattori ambientali.
Il gioco è ambientato in un'isola canadese remota chiamata Great Bear Island e la mappa è divisa in diverse regioni, tutte interconnesse tra loro. Il DLC Tales from the Far Territory, lanciato il 5 dicembre 2022 e ancora in fase di sviluppo, aggiunge ad oggi tre nuove 3 regioni.
| Regione               | Contenuto in  | Data di uscita    |
| --------------------- | ------------- | ----------------- |
| Mystery Lake          | The Long Dark | 22 settembre 2014 |
| Coastal Highway       | The Long Dark | 30 ottobre 2014   |
| Pleasant Valley       | The Long Dark | 7 febbraio 2015   |
| Desolation Point      | The Long Dark | 18 settembre 2015 |
| Timberwolf Mountain   | The Long Dark | 16 dicembre 2015  |
| Forlorn Muskeg        | The Long Dark | 19 dicembre 2016  |
| Broken Railroad       | The Long Dark | 1º agosto 2017    |
| Mountain Town         | The Long Dark | 1º agosto 2017    |
| Hushed River Valley   | The Long Dark | 14 giugno 2018    |
| Bleak Inlet           | The Long Dark | 10 dicembre 2019  |
| Ash Canyon            | The Long Dark | 7 dicembre 2020   |
| Blackrock             | The Long Dark | 6 ottobre 2021    |
| Transfer Pass         | Far Territory | 5 dicembre 2023   |
| Forsaken Airfield     | Far Territory | 5 dicembre 2023   |
| Zone of Contamination | Far Territory | 5 dicembre 2023   |

The Long Dark ha tre modalità di gioco disponibili: Story mode, Survival mode e Challenge mode.

### Survival mode
Nella modalità Survival Mode, il giocatore può viaggiare liberamente tra tutte le regioni di Great Bear Island, con la narrazione creata dalle proprie azioni e dalla capacità di sopravvivere. La modalità Survival Mode è un'esperienza con morte permanente: una volta che il giocatore muore, il salvataggio non può essere ricaricato. 
I giocatori che acquistano Tales from the Far Territory Expansion potranno accedere a ulteriori contenuti, come più strumenti, più fauna selvatica e nuove regioni. 
La sopravvivenza del giocatore è dettata da una barra della salute che inizierà a deteriorarsi quando uno o più parametri vitali saranno esauriti: temperatura corporea, idratazione, fatica e fame.
All'inizio di ogni sessione survival è possibile scegliere la regione di partenza, il sesso del personaggio e il livello di difficoltà: Pilgrim (pellegrino), Voyageur (viaggiatore), Stalker (predatore), Interloper (intruso). Quest'ultimo determinerà quanto duramente il mondo tratterà il giocatore durante il loro viaggio in The Long Dark, controllando la qualità degli indumenti di partenza, il numero di oggetti ritrovabili, l'aggressività della fauna, le malattie o condizioni, il freddo e la frequenza delle tempeste. Nella modalità Interloper il mondo di gioco non avrà alcuno strumento del mondo civilizzato, come coltelli o fucili, e il giocatore dovrà crearsi tutto a partire dalle risorse ambientali. Un ultimo livello di difficoltà (Custom) permette di controllare ogni singolo aspetto del gameplay creando livelli intermedi o superiori a quelli proposti.

### Story mode
La modalità storia di The Long Dark è stata lanciata il 1 Agosto 2017 con il nome di Wintermute. Inizialmente composta da 2 episodi, la storia ne conterrà 5 che si concluderanno nel 2024.
Il pretesto di Wintermute ruota attorno alla relazione tra la dottoressa Astrid Greenwood e un pilota Will Mackenzie, a cui lei chiede aiuto per portare la sua misteriosa valigetta in una località remota nella selvaggia natura canadese di Great Bear Island. Dopo che un misterioso disastro geomagnetico fa precipitare il loro aereo, Astrid e Will vengono separati. I due devono sopravvivere in questo paesaggio freddo e implacabile in cui si trovano bloccati, facendo tutto il possibile per riunirsi in sicurezza. La storia viene raccontata in prima persona alternando le loro prospettive nello stesso ambiente di gioco della modalità survival con episodi che richiedono in media da 3 a 5 ore per essere completati.

#### 1:Do not go gentle
L'aereo di Mackenzie precipita a causa di un misterioso evento geomagnetico. Lui e la sua compagna di viaggio Astrid si separano e Will rimane bloccato sul fondo di una gola durante la notte. La mattina successiva, non trovando nulla tranne la valigetta di Astrid, Will deve fare del suo meglio per sopravvivere nella natura selvaggia alla ricerca di Astrid. Il suo viaggio lo porta alla piccola città di Milton, dove inizia a comprendere l'estensione dell'apocalisse silenziosa che ha mandato il suo mondo in frantumi.

#### 2:Luminance fugue
Mackenzie continua la ricerca di Astrid e, dopo essere arrivato nella regione di Mistery Lake, si imbatte nel cacciatore Jeremiah salvandolo da un orso. Durante il suo viaggio che lo porta attraverso diverse regioni vicine, incontra altri sopravvissuti e deve prendere decisioni difficili che determineranno fino a che punto è disposto a spingersi per sopravvivere in questo nuovo mondo ostile. Mackenzie si trova ora con due obiettivi: riunirsi ad Astrid con la valigetta al seguito e sopravvivere abbastanza a lungo da consegnare il messaggio "Wintermute" a qualcuno dall'altro lato dell'isola.

#### 3:Crossroads elegy
Dopo essere sopravvissuta al disastro aereo ed aver lasciato la città di Milton, Astrid si trova ad affrontare la rigida Pleasant Valley. Mentre cerca Mackenzie, le sue abilità da medico le vengono in aiuto quando incontra dei sopravvissuti ad un disastro aereo, precipitato a causa della tempesta geomagnetica. Il mistero della valigetta la porta a spingersi a Perseverance Mills, dove spera di ricongiungersi con Will.

#### 4:Fury, then silence
La storia di Mackenzie continua dopo il suo incontro con il detenuto Mathis all'interno della diga idroelettrica Carter. Il suo rapimento lo porta nella remota regione di Blackrock, mentre cerca di placare i stessi detenuti del complesso carcerario locale che lo hanno rapito, seguendo anche le istruzioni di un nuovo e misterioso benefattore che mira a liberare entrambi.

#### 5:The light at the end of all things
Hinterland ha pianificato di pubblicare l'ultimo episodio alla fine del 2024 e sarà gratuito per tutti i possessori di una copia del gioco. Si svolgerà nella misteriosa Perseverance Mills e completerà la storia di Mackenzie ed Astrid, risolvendo gli eventuali fili narrativi lasciati all'interno della storia.